# مقاطعة مودنة

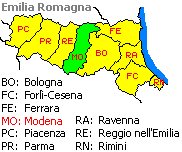

مقاطعة مُودنة أو مُودِنا أو (نقحرة: مودينا) (بالإيطالية: Provincia di Modena)‏، مقاطعة شمال إيطاليا في إقليم إميليا رومانيا، عدد سكانها 659.925 نسمة ومساحتها 2689 كيلومتر مربع وبها 47 بلدية وعاصمتها مدينة مُودِنة، يحدها شمالا إقليم لُمبَردية عند مقاطعة منتوة، من الشرق مقاطعة فِرَّارة ومقاطعة بولونيا، ومن الجنوب إقليم تُسكانة عند مقاطعة لُكَّة ومقاطعة بستويا، ومن الغرب مقاطعة ريدجو إميليا.

## أهم المدن والبلدات
| المدينة            | الاسم بالإيطالية    | السكان (نسمة) | المساحة (km2) |
| ------------------ | ------------------- | ------------- | ------------- |
| مودنة              | Modena              | 180.110       | 182           |
| كاربي              | Carpi               | 65.011        | 131           |
| ساسولو             | Sassuolo            | 41.746        | 39            |
| فورمجيني           | Formigine           | 31.402        | 47            |
| كاستلفرانكو إميليا | Castelfranco Emilia | 27.324        | 102           |
| ميراندولا          | Mirandola           | 22.817        | 137           |
| فينيولا            | Vignola             | 22.351        | 22            |

## أعلام
- فرانشيسكو كابيللي